# Желтоклювая лысуха
Желтоклю́вая лысу́ха (лат. Fulica armillata) — водоплавающая птица семейства пастушковых.

## Внешний вид
Очень похожа на других лысух, особенно на белокрылую. Отличается более крупными размерами (до 55 см), ярко-жёлтыми клювом и бляшкой на лбу.

## Распространение
Обитает в южной Бразилии, Аргентине, Чили, Уругвае и Парагвае. Залетает на Фолклендские острова.

## Образ жизни
Обитает на болотах и пресноводных озёрах. По поведению сходна с другими лысухами. Часто держится в общих стаях с белокрылой лысухой. Хорошо плавает и ныряет, взлетает очень неохотно. При опасности прячется в зарослях тростника.

## Размножение
Строит большое гнездо из стеблей тростника на берегу. В кладке 4 — 7 светло-коричневых с мелкими черными и красными пестринками яиц.
Эта птица, наряду с краснолобой лысухой, является одним из видов, на которых паразитирует черноголовая древесная утка (Heteronetta atricapilla), подкладывающая яйца в гнёзда лысух.